# Mohamed Aziz Sebai
Mohamed Aziz Sebai (16 de marzo de 2001) es un deportista tunecino que compite en triatlón. Ganó una medalla de oro en los Juegos Panafricanos de 2019 en el relevo mixto.

## Palmarés internacional
| Juegos Panafricanos | Juegos Panafricanos | Juegos Panafricanos | Juegos Panafricanos |
| Año                 | Lugar               | Medalla             | Prueba              |
| ------------------- | ------------------- | ------------------- | ------------------- |
| 2019                | Rabat (Marruecos)   | Medalla de oro      | Relevo mixto        |